# Matthias Merkle (Theologe)
Matthias Merkle (* 24. Februar 1816 in Bedernau; † 10. November 1881 in Wörishofen) war ein katholischer Geistlicher und Mitglied des Deutschen Reichstags.

## Leben
Er besuchte das Gymnasium in Dillingen, studierte Philosophie und Theologie in München und wurde dort am 30. August 1840 zum Priester geweiht. Er hat als Kaplan in Grönenbach den mit ihm weitläufig verwandten Sebastian Kneipp in Latein unterrichtet. Nach seiner Priesterweihe war er insgesamt vier Jahre als Hilfsgeistlicher in der Seelsorge tätig, ehe er 1844 zum Professor am Lyceum in Dillingen ernannt wurde, wo er Moraltheologie und Pädagogik, auch Patrologie und Religionsphilosophie lehrte.
1865 wurde er zum geistlichen Rat ernannt. Von 1864 an redigierte er das Augsburger Pastoralblatt. 1871 ernannte ihn Pius IX. zum päpstlichen Hausprälaten. 1874 wurde er als Professor der Moraltheologie nach Passau versetzt. Wegen eines Leberleidens bat er 1881 um den Ruhestand.  
Von 1874 an war er einige Jahre Abgeordneter für den Wahlkreis Dillingen im bayrischen Landtag und bis zu seinem Tode im deutschen Reichstag. Dort vertrat er von 1874 bis 1881 den Wahlkreis Schwaben 5 (Kaufbeuren, Füssen) für das Zentrum. Seine letzten Monate verbrachte er bei seinem ehemaligen Lateinschüler Sebastian Kneipp in Wörishofen.